# Gopo pentru cel mai bun actor în rol secundar
Gopo pentru  cel mai bun actor în rol secundar este un premiu acordat în cadrul galei Premiilor Gopo.
Câștigătorii și nominalizații acestei categorii sunt:

## Anii 2000
- 2007 Andi Vasluianu - Hârtia va fi albastră pentru rolul Aurel
  - Ion Sapdaru - Hârtia va fi albastră pentru rolul Crăciun
  - Nicolae Praida - Ryna pentru rolul Bunicul Rynei

- 2008 Vlad Ivanov - 4 luni, 3 săptămâni și 2 zile pentru rolul Domnu' Bebe
  - Alexandru Potocean - 4 luni, 3 săptămâni și 2 zile pentru rolul Adi Radu
  - Ion Sapdaru - California Dreamin' (Nesfârșit) pentru rolul Primarul
  - Andi Vasluianu - California Dreamin' (Nesfârșit) pentru rolul Soldatul Marian

- 2009 Mimi Brănescu - Boogie pentru rolul Sorin Penescu
  - Silviu Biriș - Restul e tăcere pentru rolul Raoul
  - Adrian Văncică - Boogie pentru rolul Vali Iordache
  - Vlad Zamfirescu - Restul e tăcere pentru rolul Nuțu Ferfide

## Anii 2010
- 2010 Vlad Ivanov - Polițist, adjectiv pentru rolul Anghelache
  - Doru Ana - Cealaltă Irina pentru rolul Nicu
  - Radu Iacoban - Amintiri din Epoca de Aur pentru rolul Bughi
  - Tibor Pálfy - Katalin Varga pentru rolul Antal Borlan
  - Vasile Muraru - Cea mai fericită fată din lume pentru rolul Dl. Frățilă

- 2011 Bogdan Dumitrache - Portretul luptătorului la tinerețe pentru rolul Laurian Hașiu „Leu”
  - Igor Caras-Romanov - Nuntă în Basarabia pentru rolul Senia
  - Mihai Constantin - Eu când vreau să fluier, fluier pentru rolul Directorul
  - Mircea Diaconu - Caravana cinematografică pentru rolul Tanasie
  - Vasile Menzel - Felicia, înainte de toate pentru rolul Dl. Mateescu

- 2012 Adrian Titieni – Din dragoste cu cele mai bune intenții pentru rolul dr. Crișan
  - Mimi Brănescu – Periferic pentru rolul Paul
  - Marian Râlea – Din dragoste cu cele mai bune intenții pentru rolul tatăl
  - Udo Schenk – Mănuși Roșii pentru rolul maiorului Blau
  - Valentin Popescu – Aurora pentru rolul Doru

- 2013 Gabriel Spahiu  – Toată lumea din familia noastră pentru rolul Aurel
  - Doru Ana  – Visul lui Adalbert pentru rolul Lefărdau
  - Sorin Leoveanu  – Undeva la Palilula pentru rolul Gogu
  - Tudor Smoleanu  – Și caii sunt verzi pe pereți pentru rolul Buzilă

- 2014 Vlad Ivanov  – Poziția copilului pentru rolul Dinu Laurențiu
  - Șerban Pavlu  – Câinele japonez pentru rolul Ticu
  - Igor Caraș-Romanov  – La limita de jos a cerului pentru rolul Vivi
  - Sergiu Voloc  – La limita de jos a cerului pentru rolul Gâscă
  - Alin State  – Rocker pentru rolul Dinte

- 2015 Virgil Ogășanu  – Q.E.D. pentru rolul Martin Scăunașu
  - Dorian Boguță  – Q.E.D. pentru rolul Lucian Amohnoaiei
  - Marian Adochiței  – Planșa pentru rolul Mircea
  - Bogdan Nechifor  – Poarta Albă pentru rolul Călugărul
  - Răzvan Vasilescu  – #Selfie pentru rolul Nea Ceaușu

- 2016 Alexandru Dabija  – Aferim! pentru rolul Boierului Iordache Cîndescu
  - Iulian Postelnicu  – Un etaj mai jos pentru rolul Vali Dima
  - Adrian Purcărescu  – Comoara pentru rolul Adrian
  - Cuzin Toma  – București NonStop pentru rolul Tedy
  - Andi Vasluianu  – Acasă la tata pentru rolul Petrică

- 2017 Vlad Ivanov  – Câini pentru rolul Samir
  - Șerban Pavlu  – Inimi cicatrizate pentru rolul Doctorul Ceafalan
  - Adrian Titieni  – Ilegitim pentru rolul Victor
  - Sorin Medeleni  – Sieranevada pentru rolul Tony
  - Petru Ciubotaru  – Bacalaureat pentru rolul viceprimarul Bulai

- 2018 Ali Amir  – Un pas în urma serafimilor pentru rolul Aid
  - Lucian Ifrim  – Aniversarea pentru rolul Tudor
  - Emanuel Pârvu  – Aniversarea pentru rolul Sandu
  - Adrian Văncică  – Ultima zi pentru rolul „polițistul”
  - Ilie Dumitrescu Jr.  – Un pas în urma serafimilor pentru rolul Olah

- 2019 Alexandru Dabija  – Îmi este indiferent dacă în istorie vom intra ca barbari
  - Victor Rebengiuc  – Charleston
  - Alexandru Nagy  – Moon Hotel Kabul
  - Constantin Dogioiu  – Pororoca
  - Laszlo Matray  – Un print și jumătate

## Anii 2020
- 2020 István Téglás  – La Gomera
  - Alexandru Potocean  – Monștri.
  - Bogdan Dumitrache  – Heidi
  - Richard Bovnoczki  – Cardinalul
  - Șerban Pavlu  – Monștri.

- 2021 Emanuel Pârvu  – 5 Minute
  - Dragoș Bucur  – Urma
  - Lucian Ifrim  – Urma
  - Miodrag Mladenovic  – Ivana cea Groaznică

- 2022 Alexandru Potocean  – Câmp de maci
  - Dragoș Dumitru  – Neidentificat
  - István Téglás  – Malmkrog
  - Iulian Postelnicu  –  Otto barbarul
  - Cuzin Toma  – Și atunci, ce e libertatea?

- 2023 Vasile Muraru  – rolul Primarul Costică din Oameni de treabă
  - Sergiu Smerea  – rolul Iuliu din Balaur
  - Vasile Pavel  – rolul Spartac din Imaculat
  - Tudor Cucu-Dumitrescu  – rolul Iulian din Marocco
  - Cezar Antal  – rolul Batin din Miracol

- 2024 Iulian Postelnicu  – rolul Lt. Col. Dragoman din Libertate
  - Mimi Brănescu  – rolul Boss din Boss
  - Cătălin Herlo  – rolul Leahu din Libertate
  - Cuzin Toma  – rolul Chiru din Libertate
  - Șerban Pavlu  – rolul Tiberiu Berbece din Nu aștepta prea mult de la sfârșitul lumii

- 2025 Ciprian Chiricheș  – rolul Gheorghiță din Săptămâna Mare
  - Iulian Postelnicu  – rolul Ionuț Dincă din Anul Nou care n-a fost
  - Sergiu Costache  – rolul Petru din Băieții buni ajung în rai
  - Marius Cordoș  – rolul Jandarmul Autoritar din Captura
  - Horațiu Mălăele  – rolul Ilie Moromete din Moromeții 3
  - Valeriu Andriuță  – rolul Șeful de post din Trei kilometri până la capătul lumii